# Râul Crevedia, Jiul de Vest
Râul Crevedia este un curs de apă, afluent al râului Jiul de Vest. Are o lungime de 12 kilometri și un bazin de 34 km2.

## Hărți
- Harta Munții Vâlcan Arhivat în 15 iunie 2011, la Wayback Machine.
- Harta Munții Retezat Arhivat în 10 iulie 2012, la Wayback Machine.
- Harta județului Hunedoara